# Donatus Buongiorno
Donatus Buongiorno, né le 11 novembre 1865 à Solofra et mort en 1935 à New York, est un peintre italien, installé aux États-Unis.

## Biographie
Donatus Buongiorno naît le 11 novembre 1865 à Solofra,.
Il est diplômé de l'Accademia di belle arti di Napoli en 1890. Il travaille d'abord à Capodimonte au Palais Royal, puis au palais royal de Corfou ; il s'installe ensuite à New York en 1892. Il est naturalisé américain en 1895, tout en retourant régulièrement en Italie à partir de 1919.
Buongiorno travaille d'abord sur la côte est ; les commandes qu'il reçoit et ses activités d'enseignement le conduisent dans d'autres villes américaines (San Francisco ; Indianapolis et Brattleboro notamment).
Il décore l'ancienne église Sainte-Claire d'Assise de Manhattan (en) avec des peintures de la foi, de l'espérance et de la charité .
Il meurt à New York.